# Клаус Штайнбах
Клаус Штайнбах (нім. Klaus Steinbach, 14 грудня 1952) — німецький плавець.
Призер Олімпійських Ігор 1972, 1976 років.
Чемпіон світу з водних видів спорту 1975 року, призер 1973, 1978 років.
Чемпіон Європи з водних видів спорту 1974, 1977 років.